# Mane (Haute-Garonne)
Mane is een gemeente in het Franse departement Haute-Garonne (regio Occitanie). De plaats maakt deel uit van het arrondissement Saint-Gaudens. Mane telde op 1 januari 2022 961 inwoners.

## Geografie
De oppervlakte van Mane bedroeg op 1 januari 2022 6,59 vierkante kilometer; de bevolkingsdichtheid was toen 145,8 inwoners per km².

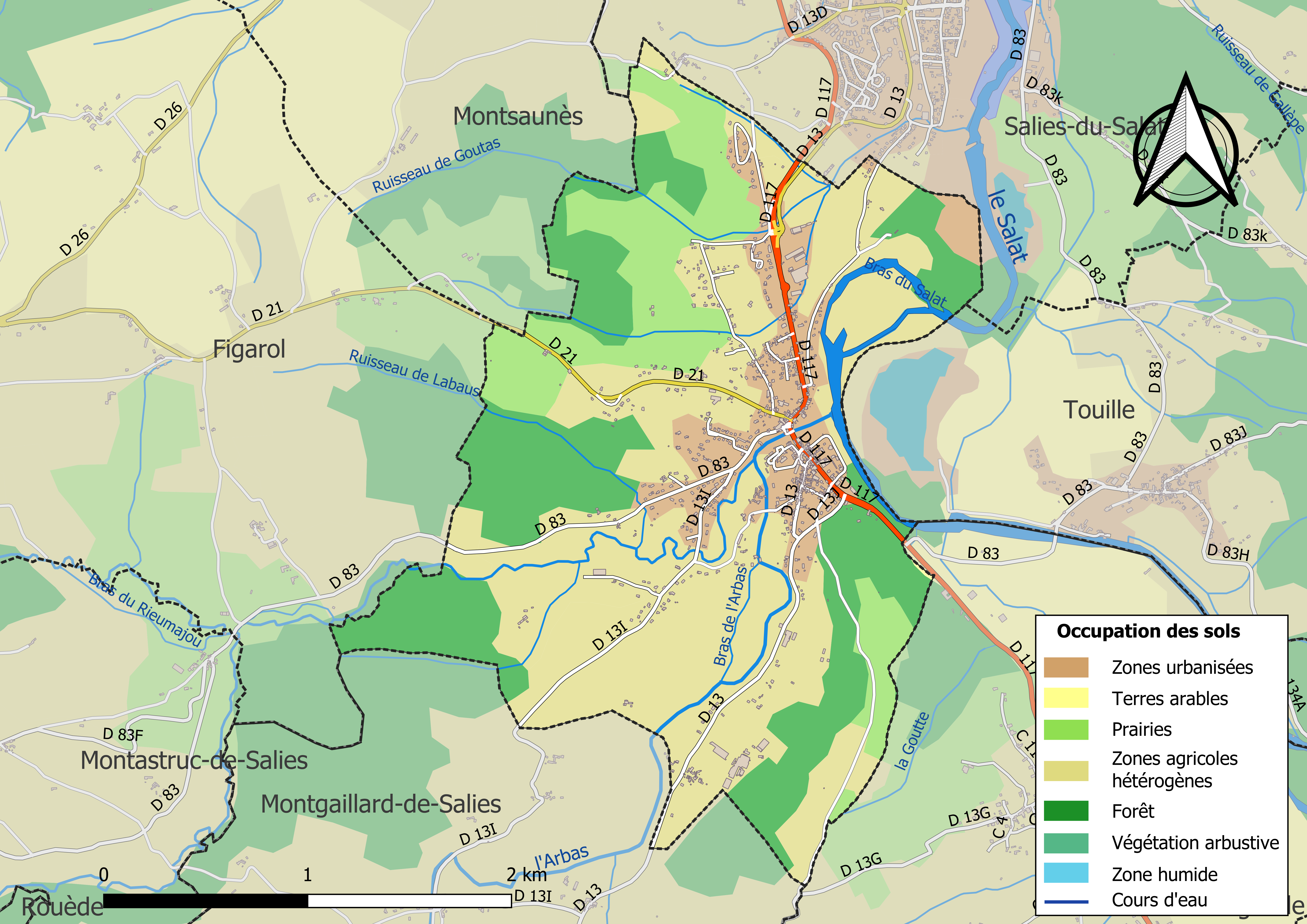
Kaart van de gemeente met belangrijkste infrastructuur, bodemgebruik en omliggende gemeenten

## Demografie
Onderstaande figuur toont het verloop van het inwonertal (bron: INSEE-tellingen).